# 깽깽이풀
깽깽이풀(Jeffersonia dubia, twinleaf 또는 rheumatism root)은 매자나무과에 속하는 여러해살이풀이다.

## 특징
한국과 중국에 분포하며, 줄기가 없고, 짧은 뿌리줄기에서 긴잎자루가 달린 홀잎이 여러 장 나온다. 잎은 둥그스름하게 생겼고, 잎 가장자리가 물결 모양이며 물에 젖지 않는 것이 특징이다. 꽃은 4-5월 무렵 잎이 나오기 전에 피며, 꽃대 끝에 옅은 보라색으로 한 송이씩 달린다. 꽃잎은 6-8장이고, 수술은 8개이다. 열매는 넓은 타원형으로 끝이 새의 부리처럼 길며, 익으면 벌어진다.

## 쓰임새
가을에 뿌리줄기를 캐 그늘에서 말린 것을 한방에서는 조황련(朝黃蓮)이라고 한다. 뿌리가 노란색이어서 황련(黃蓮)이라고도 한다. 청심제번, 청열사화, 해독, 조습, 살충의 효능이 있다. 비만구역, 세균성설사, 복통, 구토, 소갈, 소화불량, 폐결핵, 당뇨병, 구내염 등의 약재로 쓰인다. 관상용으로 심는다.

## 재배 및 관리
보습이 잘 되고 유기질이 풍부한 비옥한 토양에서 잘 자란다. 화분에 심을 때는 굵은 마사토를 밑에 깔고 배양토와 마사토를 섞어 사용한다. 밝은 아침 햇살이 비치는 동향에서 잘 자란다. 그늘이 너무 깊거나 직사광선이 심한 곳에서는 생육이 저조하다. 더위에 약한 편이며, 건조하거나 강한 햇빛에는 잎이 쉽게 마르므로 주의해야 한다.